# Questa è una rapina
Questa è una rapina è un singolo dei Gemelli DiVersi realizzato in collaborazione con DJ Steve Forest e pubblicato nel 2012. Quarto estratto dall'album Tutto da capo.

## Videoclip
Nel videoclip i protagonisti sono dei ladri eleganti con nome in codice, il loro obiettivo è rubare una valigia di cui non si è a conoscenza del contenuto.
Nel video compare il cane di THG, Dallas.